# Jelbart-Schelfeis
Koordinaten: 70° 30′ S, 4° 30′ W
Das Jelbart-Schelfeis ist ein antarktisches Schelfeis von rund 65 Kilometern Durchmesser, das nördlich des Giæverrückens vor der Prinzessin-Martha-Küste des ostantarktischen Königin-Maud-Lands liegt.
Norwegische Kartografen kartierten es anhand geodätischer Vermessungen der Norwegisch-Britisch-Schwedischen Antarktisexpedition (1949–1952). Benannt ist es nach dem australischen Physiker und Expeditionsmitglied John Ellis Jelbart (1926–1951), der am 24. Februar 1951 unweit des Basislagers Maudheim ertrank.